# Прослогион
Прослогион (лат. Proslogion) — теологический трактат Ансельма Кентерберийского, написанный им в 1077 году. Первый труд в истории латинского Средневековья, в котором разработано онтологическое доказательство бытия Бога.

## Содержание
В этом трактате он взывает к Богу, сетует на грехопадение Адама («бедственную перемену», misera mutatio) и дает определение Бога (Deus) как «нечто, более чего нельзя ничего помыслить» (quo nihil majus cogitari possit) или «предел всех вещей». В конце первой главы он ставит проблему соотношения веры и разума и тут же отвечает: «верую, чтобы разуметь» (credo, ut intelligam). Саму способность мышления (cogitem) Ансельм заключает в «образе» (imagine) Бога в человеке. Далее во второй главе идет изложение «онтологического аргумента» бытия Бога, согласно которому из самой идеи Бога следует его объективное существование, ибо она «не может иметь бытие в одном только разуме» (in intellectu). Ансельм в 14 главе перечисляет следующие имена Бога: Жизнь (vita), Свет (luce), Премудрость (sapientia).

## Издания
- Памятники средневековой латинской литературы X—XII веков/ отв. ред. М. Е. Грабарь-Пассек, М. Л. Гаспарова. М, Наука, 1972. С. 246—248.
- Ансельм Кентерберийский. Сочинения. М., Канон, 1995. С.123-166. ISBN 5-88373-053-1